# Cephalaria szaboi
Cephalaria szaboi är en tvåhjärtbladig växtart som beskrevs av August von Hayek. Cephalaria szaboi ingår i släktet jätteväddar, och familjen Dipsacaceae. Inga underarter finns listade i Catalogue of Life.